# 橘小夢
橘 小夢（たちばな さゆめ、明治25年（1892年）10月12日 - 昭和45年（1970年）10月6日）は、日本の大正から昭和初期に活躍した画家、イラストレーター、版画家。本名は加藤凞（ひろし）。背景を綿密描き込んだ妖美で退廃的な女性を描いて「日本のビアズリー」と呼ばれた。

## 生涯

### 誕生から明治末まで ─幼少期から画学生時代
秋田県秋田市西根小屋町で、加藤則幹とキヱ（のち喜恵）の長男として生まれる。加藤家は元々水戸に住んでいたが、佐竹氏の秋田転封に伴って秋田に移ったとされ、高祖父、曽祖父、祖父らは、代々佐竹氏の一門として横手を治める戸村氏の家人だった。父・則幹は漢学者で、『秋田魁新報』創設時の発行兼印刷人の一人に名を連ね、会計としても活躍した。小夢は先天性心臓弁膜症のため病弱で、生涯にわたって常に病が付きまとうことになる。また、6歳の時に妹の出産時に母が亡くなり、ほどなく生まれたばかりの妹も死去している。これがきっかけとなり、小夢と弟・醇は父が跡取りとなるはずだった仙北郡六郷町の諏訪神社（現在の美郷町の秋田諏訪宮）に預けられた。神社での生活は6歳から10歳までの4年間で、姉ツナが養女となって暮らしていた。明治41年（1908年）旧制中学校卒業後、上京し白馬会研究会で黒田清輝に洋画を学ぶ。3年後には川端画学校で川端玉章に日本画を学び、同校出版の冊子『天眞』に短歌や小説を寄稿した。この頃は、将来画家になるか、小説家になるか迷っていたが、結局画家になることを決意する。

### 大正前期 ─挿絵画家として出発
博文館が発行する『淑女画報』大正4年（1915年）12月号掲載のイラストカットが、出版物に掲載された小夢の絵としては最初だと考えられる。翌年からは同じ博文館の『女学世界』にも描き始め、橘朝夢の名で読み物およびその挿絵も手掛けた。初期は当時流行していた竹久夢二の影響が強かったが、次第にその影響を出て、小夢らしい妖艶な退廃美を確立していった。なお、小夢という画号は自身で名付けたものだが由来は判然としていない。遺族たちは、「小さくとも夢二のように」という思いの現れだったと推察している。
大正6年（1917年）平和出版社の『新脚本叢書』の装幀を手掛け、これがきっかけとなり同シリーズの代表作家・岡本綺堂と親交を持ち、『半七捕物帳』や『綺堂脚本十種』の装幀も担当した。更に綺堂を通じて芝居関係者と交流を持ち、同年の中村吉右衛門の個人雑誌『揚幕』に絵を描くなど、芝居関係の仕事を昭和20年代まで続けている。大正7-8年（1818-19年）頃地元の詩人で秋田文学の中心的存在だった帯屋（山内）久太郎の尽力により、小夢を支援する会が発足。熱心な愛好者を得て、ほぼ生涯を通じて日本画の仕事を続ける。一方、この頃から日本画壇と距離を置き始める。

### 大正後期から昭和初期 ─挿絵の円熟と夜華異相画房
大正後期から昭和初期にかけて出版業界の刷新と好況を受け、小夢も『婦人』（大阪朝日新聞社）、『文学倶楽部』（博文館）、『週刊朝日』（朝日新聞社）などの挿絵を描く。また、矢田挿雲に見込まれ、挿雲作品が単行本化される際には、その度に小夢が挿絵に起用された。小夢の挿絵は怪奇ミステリーや伝奇、幽霊譚といった話に起用されることが多く、また民俗学者・藤沢衛彦の著書や主催する雑誌に挿絵を添えている。小夢が伝奇、幽霊譚等をテーマとするのは、幼少期のの神社に預けられた体験が影響しているとする意見がある。大正末期には、細長くデフォルメされた狐顔の女性を流麗な曲線で描く「小夢式」が完成する。昭和3年（1928年）鍋島直映が小夢の作品を買い、小夢は直映に絵を教えはじめた。
小夢は大正12年（1924年）三栄社から版画を出版していたが、それに飽きたらなかったのか昭和7年（1932年）から自宅アトリエ「夜華異相画房（やかいそうがぼう）」を版元に新版画を自費出版している。ところが、その第一回目の「水魔」が発禁処分を受けてしまう。その背景には、軍国主義が強まる当時の世相と、妖美溢れる小夢の画風が相容れなかったことが考えられる。その後出版された版画は、当局の眼を意識してか小夢にしてはおとなしいが、その代表作には小夢の個性を見ることが出来る。また昭和9年（1934年）には『橘小夢版画選』のうち「お蝶夫人」、「ヤヨヒ・ひばり」などを山岸主計の彫りによって私家版で出版している。

### 戦中から戦後 ─家族のために描く
昭和10年代から戦時色が強くなり、世相と自己の画風の乖離や画材の調達が難しくなると、芝居関係の仕事に重心を移し、舞台衣装のデザイン、舞踏詞の作詞などを行った。しかし、次第に持病の心臓病が重くなり、療養生活をおくることが多くなる。小夢の愛好者たちも戦中に次々と他界し、昭和20年代を最後に出版や芝居関係の仕事から遠のき、小夢の画業は一度終了する。その後昭和30年台に入り世情が落ち着くようになると、小夢は子どもたちへの形見のために再び筆を取るようになる。その作品は画業の掉尾を飾るにふさわしい屏風絵の力作で、小夢の家族への思いと芸術に対する執念を感じさせる。昭和45年（1970年）長女らに見守られ世を去った。享年77。

## 作品
| 作品名                             | 技法                 | 形状・員数 | 寸法（縦x横cm）   | 所有者           | 年代                       | 落款・印章   | 備考           |
| ---------------------------------- | -------------------- | ---------- | ----------------- | ---------------- | -------------------------- | ------------ | -------------- |
| 花魁                               | 絹本彩色             | 1幅        |                   | 個人             | 1923年（大正12年）         |              |                |
| 紅梅美人図                         | 絹本彩色             | 1幅        | 123.3x32.8        | 個人             | 制作年不詳                 |              |                |
| 襖絵 青松之図                      |                      | 8面        |                   | 西法寺（秋田市） | 1929年（昭和4年）          |              |                |
| 襖絵 蓮池之図                      |                      | 8面        |                   | 湯沢市の寺院     | 1934年（昭和9年）          |              |                |
| 紫式部妄語地獄・恵心僧都尊菩薩来迎 | 絹本彩色             | 二曲一双   | 163.5x159.0（各） | 個人             | 1940年（昭和15年）頃       |              |                |
| 地獄太夫                           | 紙本彩色             | 二曲一隻   |                   | 個人             | 1960年（昭和35年）頃       | 款記「小夢」 |                |
| 夢枕                               | 絹本彩色             | 二曲一隻   |                   | 個人             | 1960-65年（昭和35-40年）頃 | 款記「小夢」 |                |
| 花車                               | 絹本彩色             | 二曲一隻   |                   | 個人             | 1965年（昭和40年）頃       | 款記「小夢」 |                |
| 唐人お吉                           | 木版画（山岸主計彫） |            |                   |                  | 1933年（昭和8年）          |              | 夜華異相画房版 |
| 沢村田之助                         | 木版画（山岸主計彫） |            |                   |                  | 1934年（昭和9年）          |              | 夜華異相画房版 |
| 刺青                               | 木版画               |            |                   |                  | 1937年（昭和12年）頃       |              | 夜華異相画房版 |